# Diane Meur
Pour les articles homonymes, voir Meur.
Diane Meur, née à Uccle le 7 janvier 1970, est une femme de lettres belge d'expression française.

## Biographie
Lors de ses études au lycée français de Bruxelles, Diane Meur débute l'allemand avant de faire deux années de classes préparatoires au lycée Henri-IV à Paris puis d'intégrer l'École normale supérieure, rue d'Ulm, en « lettres modernes » (Promotion L 90). Elle obtient une maîtrise de littérature comparée de l'Université Paris-IV ainsi qu'un DEA de sociohistoire de la littérature obtenu à l'EHESS. Après de nombreuses traductions d'ouvrages de philosophie et/ou de sciences, elle écrit son premier roman La Vie de Mardochée de Löwenfels, écrite par-lui-même, publié en 2002 aux éditions Sabine Wespieser en France.
Elle est membre de l'Association des traducteurs littéraires de France et secrétaire de la Société des Gens de lettres.

## Œuvre

### Romans
- La Vie de Mardochée de Löwenfels, écrite par lui-même, Paris, éditions Sabine Wespieser, 2002
- Le Prisonnier de Sainte-Pélagie, Bruxelles, Labor, 2003
- La Dame blanche de la Bièvre, Bruxelles, Labor, 2004
- Raptus, Paris, S. Wespieser, 2004
- Les Vivants et les Ombres, Paris, S. Wespieser, 2007
- Les Villes de la plaine, Paris, S. Wespieser, 2011, 372 pages,  (ISBN 978-2-84805-341-7)
- La Carte des Mendelssohn, Paris, S. Wespieser, 2015
- Sous le ciel des hommes, Paris, S. Wespieser, 27 août 2020, 336 pages,  (ISBN 978-2-84805-361-5)[1],[2],[3]

### Traductions
- Hanns Eisler, Musique et Société, Éditions de la Maison des Sciences de l’homme, 1998
- Erich Auerbach, Le Culte des passions. Essais sur le XVIIe siècle français, Macula, 1998
- Erich Auerbach, Écrits sur Dante, Macula, 1999
- Harald Weinrich, Léthé. Art et critique de l’oubli, éditions Fayard, 1999
- Heinrich Heine, Nuits florentines, précédé de Le Rabbin de Bacharach et de Extraits des mémoires de Monsieur de Schnabeléwopski, éditions du Cerf, 2001
- Erich Auerbach, Figura, Postface de Marc de Launay, Macula, 2003
- Paul Nizon, La Fourrure de la truite, Actes Sud, 2006
- Paul Nizon, Les Premières éditions des Sentiments, Actes Sud, 2006
- Tariq Ali, Un sultan à Palerme, Sabine Wespieser Éditeur, 2007
- Tariq Ali, Le Livre de Saladin, Sabine Wespieser Éditeur, 2008
- Jan Assmann, La Mémoire culturelle : Écriture, souvenir et imaginaire politique dans les civilisations antiques, Éditions Aubier, 2011
- Tezer Özlü, La Vie hors du temps, Bleu autour, 2014
- Barbara Zoeke (de), L'Heure des spécialistes, Belfond, 2020

## Prix et distinctions
- 2007 : prix Victor Rossel et le prix Victor Rossel des jeunes pour Les Vivants et les Ombres
- 2012 : prix du jury de l'Algue d'or (de Saint-Briac-sur-Mer) pour Les Villes de la plaine
- 2021 : prix Amic pour Sous le ciel des hommes